# Petit Miguelito
Petit Miguelito de son vrai nom Ghislain Toffohossou François Miguel est un artiste musicien béninois, né le 22 décembre 1986 à Cotonou. Il évolue principalement dans le registre salsa et rumba,.

## Biographie

### Enfance et formation
Ghislain Toffohossou François Miguel  est un passionné de dessin. Il suit de cours pour se perfectionner mais, né d'un père musicien du nom de Miguelito, il se sent aussi irrésistiblement attiré vers la musique. Ce dernier dont il n'a aucun souvenir, puisque mort quand il  avait moins d'un an, va tout de même l'inspirer tout au long de sa carrière. Dès son jeune âge, il ressent le besoin de faire de la musique surtout quand il écoute les disques de son père. Il s'est qu'il est fait pour ça et qu'il va exceller en cela. À ce propos, il déclare : « Je ne suis pas venu en aventure à la musique ».
Conscient qu'être fils d'une vedette ne fait pas de lui une vedette, en autodidacte, il s'est mis à écrire et à composer des chansons avec le soutien de ses proches qui au fur et à mesure qu'il écrit voient en lui l'image du père. À ce propos, il dit :  « Je n’ai pas appris la musique dans une école. Je peux dire que c’est le don et le talent qui s’expriment ». Sachant qu'il aura tout de même besoin d'aide pour éclore et se révéler au public béninois et du monde, il apporte ces premières compositions chez des professionnels de la musique pour avis. Chez « Musigerme », une maison de production, il se voit opposer une fin de non recevoir. En effet, la maison de disque d' André Quenum jugent ces compositions trop légères et sans grand intérêt. C'est finalement chez  « Guru Records », un label de l’arrangeur Queleff qu'il va trouver tout le soutien dont il a besoin pour « briller ». Il travaille et améliore ses chansons : La nouvelle étoile de la musique béninoise Petit Miguelito vient de naître,.

## Succès

### «Lonlonyin» et «Hommage à Miguelito»
Début avril 2006 sort le premier album de l'artiste. Il est intitulé « Du père au fils ». « Lonlonyin » le titre phare de l'album est sur toutes les lèvres. Inspiré d'une histoire vécue, il y chante le pardon à un être aimé qui veut l’abandonner après cinq années de vie commune. Au sujet du tube, il explique : « C’est une histoire que j’ai vécue et je n’avais même pas envie de le mettre sur l’album, mais subitement l’inspiration m’est venue et cela a donné ce que vous écoutez ».  Les DJ des night-clubs du pays, les restaurants, les bars, les jeunes gens, le pays entier jouent et fredonnent « Lonlonyin » et « Hommage à Miguelito ». Ce premier album de l'artiste rafle tout sur son passage et se hisse au premier rang des hits au Bénin et s'écoulent à près de 200 000 exemplaires.
Mais Petit Miguelito en veut plus. Il déclare lors d'une interview : « Une fois sur la scène musicale de mon pays, j'irai jusqu'au bout. Je ne suis pas venu goûter à la chose musicale et laisser tomber... ».  Ainsi, il continue chanter sur toutes les scènes du Bénin et de la sous région jusqu'au jour où il rencontre Kodjo Houngbeme propriétaire du label « Nouvelle Donne » en 2011 qui va donner à sa carrière une dimension toute nouvelle et internationale.

## Discographie

### Albums de l'artiste
Petit Miguelito a à son actif les albums « Du père au fils », « Confirmation », et « La Prophétie ». Il a également fait plusieurs collaborations avec des artistes de renommée internationale,,,.
- 2006: Père au fils (album)
- 2011: La prophétie (album)
- 2013: Mon bébé (Single)
- 2013: Parce que je t'aime (single)
- 2017: Kpesse Kpesse (single)